# فتاة القيل والقال (2021)
فتاة القيل والقال (بالإنجليزية: Gossip Girl)‏ هو مسلسل تلفزيوني أمريكي تم بثه على إتش بي أو ماكس منذ 8 يوليو 2021.

## روابط خارجية
- فتاة القيل والقال على موقع IMDb (الإنجليزية)
- فتاة القيل والقال على موقع ميتاكريتيك (الإنجليزية)
- فتاة القيل والقال على موقع روتن توميتوز (الإنجليزية)
- فتاة القيل والقال على موقع فيلمافينيتي (الإسبانية)
- فتاة القيل والقال على موقع كينوبويسك (الروسية)
- فتاة القيل والقال على موقع ألو سيني (الفرنسية)
- فتاة القيل والقال على موقع قاعدة بيانات الفيلم (الإنجليزية)